# Pöttingovský palác
Pöttingovský či Pöttingský palác, také Palác Unitaria či Žlutý dům, je barokní palác v ulici Karlova 186/8, na Starém Městě, Praha 1. V paláci sídlí divadlo Ta Fantastika, Muzeum českého granátu Praha a Náboženská společnost českých unitářů, která je současně vlastníkem objektu. Palác je chráněn jako kulturní památka České republiky.

## Dějiny paláce
Na místě dnešního paláce stávaly dva gotické, později renesanční domy. Ty byly postaveny před rokem 1726 na zakázku hraběte Františka Karla z Pöttingu, jehož erb a rodový erb jeho manželky Marie Josefy z Žerotína je patrný na portálu paláce, přestavěny a sloučeny do jednoho objektu ve stylu pozdního baroka. Autorem barokní podoby je zřejmě Jan Blažej Santini-Aichel.
V letech 1929–1931 proběhla přestavba podle plánů Františka Kavalíra; vznikl nový trakt v zadní části paláce (Anenská 186/5) a byl zastavěn dvůr.
Od roku 1924 palác vlastní Náboženská společnost českých unitářů. Bustu jejího zakladatele, Norberta F. Čapka, je možné vidět ve vestibulu paláce. Sídlí zde též Nakladatelství Unitaria.
Ve vestibulu paláce stojí oválná kašna z hrubozrnného pískovce s maskaronem na stěně, snad z 15. století. František Ruth v Kronice královské Prahy z roku 1904 psal, že se kašna nachází ve druhém postranním dvoře. K jejímu přestěhování došlo zřejmě v době, kdy byl za první republiky dvůr zastavěn.

## Galerie

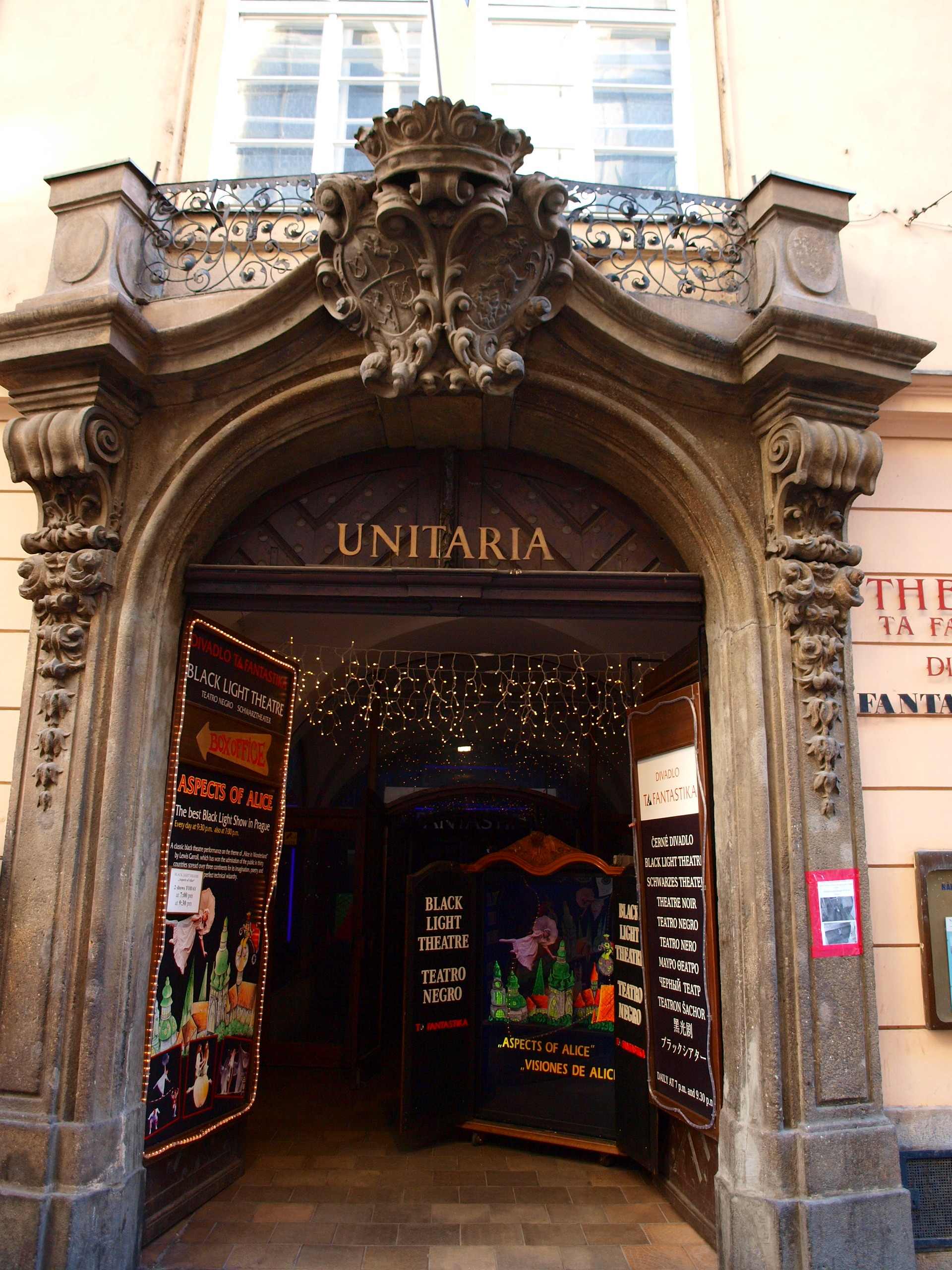
Vstup do paláce
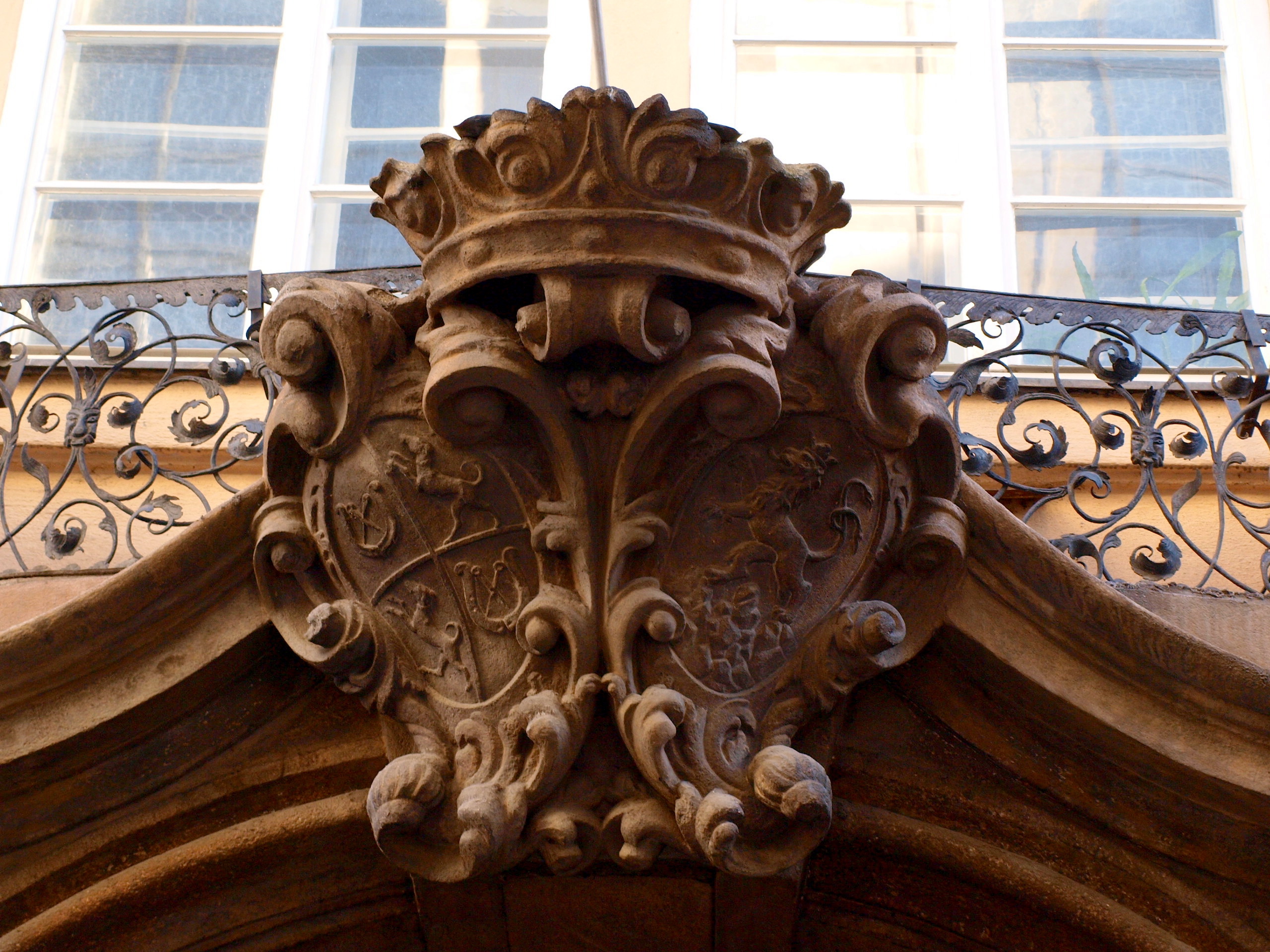
Detail erbu nad portálem
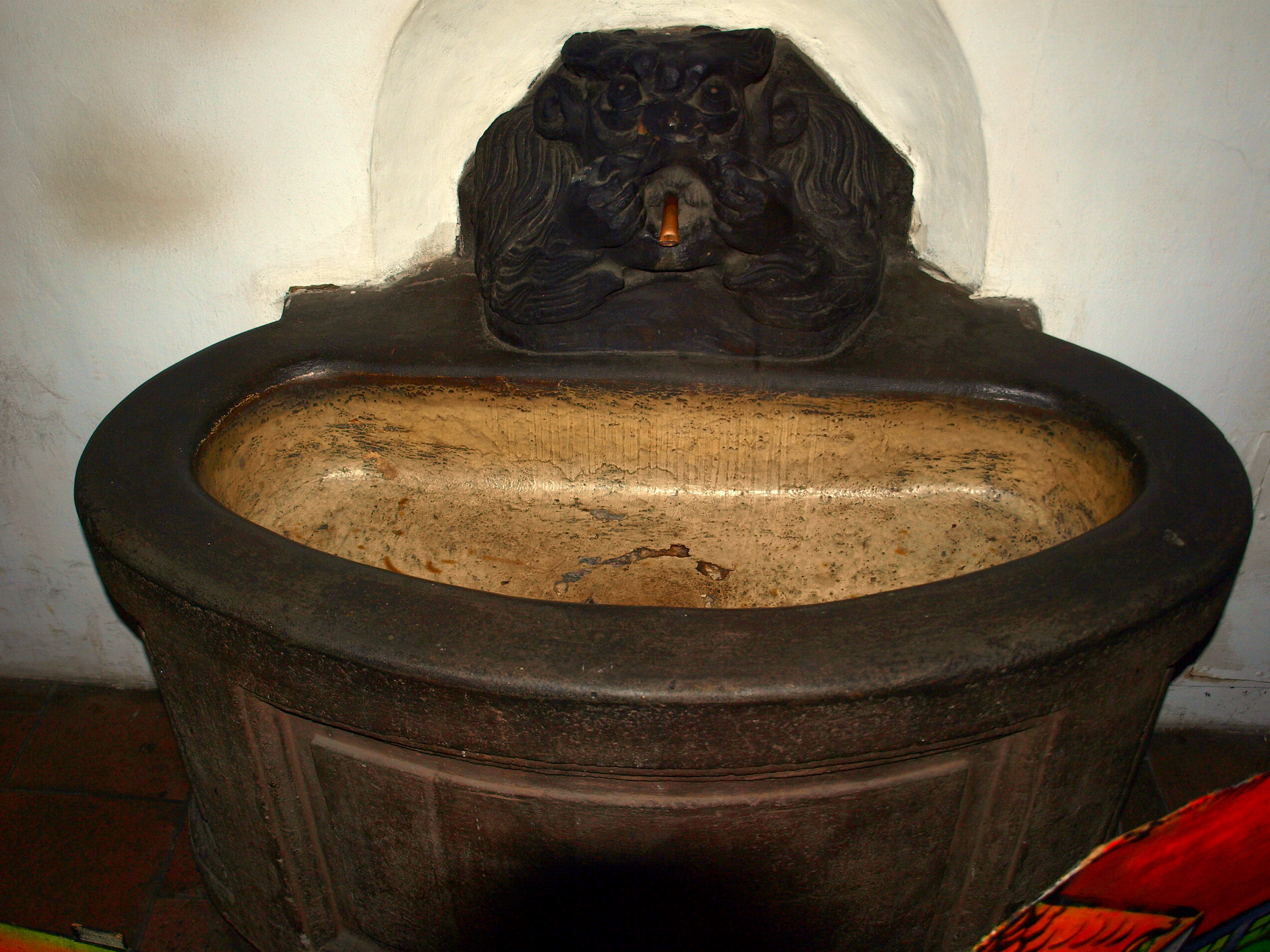
Kašna